# منتخب روسيا البيضاء لكرة الطائرة للرجال
منتخب روسيا البيضاء الوطني لكرة الطائرة للرجال هو ممثل روسيا البيضاء الرسمي في المنافسات الدولية في كرة طائرة في فئة كرة الطائرة للرجال.